# Nyctiophylax digitatus
Nyctiophylax digitatus là một loài Trichoptera trong họ Polycentropodidae. Chúng phân bố ở miền Cổ bắc.